# One of Them Days
One of Them Days is een Amerikaanse komediefilm uit 2025 geregisseerd door Lawrence Lamont. De film ging op 17 januari 2025 in première.

## Verhaal
De film volgt beste vriendinnen Dreux en Alyssa die op het punt staan een helse dag te beleven. De twee vriendinnen ontdekken dat het vriendje van Alyssa al het geld heeft opgemaakt, dat eigenlijk bestemd was voor de huur van hun huis. De vriendinnen gaan vervolgens tot het uiterste om uitzetting te voorkomen en hun vriendschap intact te houden, dat terwijl de klok loopt.

## Rolverdeling
| acteur                 | personage |
| ---------------------- | --------- |
| Keke Palmer            | Dreux     |
| SZA                    | Alyssa    |
| Vanessa Bell Calloway  | Mama Ruth |
| Lil Rel Howery         | The Buyer |
| Katt Williams          | Lucky     |
| Maude Apatow           | Bethany   |
| Patrick Cage           | Maniac    |
| Gabrielle Dennis       | Shayla    |
| Janelle James          | Ruby      |
| Amin Joseph            | King Lolo |
| Keyla Monterroso Mejia | Kathy     |
| Joshua Neal            | Keshawn   |
| Dewayne Perkins        | Jameel    |
| Aziza Scott            | Berniece  |
| Rizi Timane            | Uche      |
| DomiNque Perry         | Shameeka  |
| Dustin Ybarra          | Joseph    |
| Ray Santiago           | Fabian    |

## Achtergrond
De film werd geregisseerd door Lawrence Lamont, naar een scenario dat werd geschreven door Syreeta Singleton. De muziek van de film werd gecomponeerd door Chanda Dancy. De opnames van de film gingen in juli 2024 van start en werden na 22 dagen afgerond. Hoofdrollen in de film waren weggelegd voor onder anderen Keke Palmer, SZA, Vanessa Bell Calloway, Lil Rel Howery en Katt Williams.

## Release en ontvangst
One of Them Days werd op 17 januari 2025 door distributeur Sony Pictures Releasing in de Amerikaanse bioscopen uitgebracht. Oorspronkelijk was het de bedoeling dat de film op 13 januari 2025 in Los Angeles in première zou gaan, echter door de branden in Zuid-Californië in januari 2025 werd deze geannuleerd. De film werd twee maanden later, op 13 maart 2025, in de Nederlandse bioscopen uitgebracht.
De film werd door recensenten in het algemeen positief ontvangen. Op Rotten Tomatoes heeft de film een score van 94% op basis van 117 beoordelingen. Metacritic komt op een score van 71/100, gebaseerd op 24 beoordelingen.